# كيمبرلي كونراد
كيمبرلي كونراد (بالإنجليزية: Kimberley Conrad)‏ هي بلاي ميت وعارضة وممثلة أمريكية، ولدت في 6 أغسطس 1962 في مولتن في الولايات المتحدة. من الجوائز التي نالتها بلاي بوي بلاي ميت سنة 1988.

## جوائز
- بلاي بوي بلاي ميت (1988)

## وصلات خارجية
- كيمبرلي كونراد على موقع IMDb (الإنجليزية)
- كيمبرلي كونراد على موقع قاعدة بيانات الفيلم (الإنجليزية)
- كيمبرلي كونراد على موقع كينوبويسك (الروسية)